# アラバマ語
アラバマ語（アラバマご、英語: Alabama language、アラバマ語: Albaamo innaaɬiilka）は、アメリカ・インディアン諸語に分類されるひとつの言語である。話者は、テキサス州ポーク郡に居住するアラバマ族の人々である。

## 言語名別称
- アリバム語
- Alibamu